# مائوریسیو پائز
مائوریسیو موتا پائز (زاده ۲۶ مه ۱۹۶۳ در ریو دو ژانیرو) سرمربی والیبال اهل برزیل است.

## زندگی
پسر وی، کیلیان پائز، و دخترش، لوان پائز، نیز والیبالیست هستند.

## حرفه

### بازیکن
پائز به عنوان بازیکن در تیم‌های سن-بریو کوت-دارمور، لو پلسیس رابینسون، شهرداری کلامارت، اتلتیکو مادرید و بوتافوگو بازی کرده‌است.

### مربی
وی به عنوان مربی کار خود را در باشگاه سن بریو آغاز کرد و بعد به والیبال ساحلی رفت. پائز مربی تیم والیبال ساحلی زنان فرانسه با حضور بریژیت لزاژ و آنابل پراورمن در المپیک آتلانتا بود. وی به عنوان کمک مربی در سال ۲۰۰۶ به باشگاه والیبال پاریس رفت و در سال بعد به عنوان سرمربی این باشگاه معرفی شد و تا سال ۲۰۱۱ در این سمت باقی ماند. پائز به مدت دو سال دستیار اول برناردو رزنده در تیم ملی برزیل و به مدت یک سال دستیار فیلیپ بلان و مربی پاسورها در تیم ملی فرانسه بود. پائز به عنوان سرمربی بیشتر فعالیت خود را در لیگ فرانسه پشت سر گذاشت و توانست با مربیگری خود ۸ مرتبه قهرمان پرو آ فرانسه شود. پائز در سال ۲۰۱۸ تیم پاناسونیک پانترز را با هدایت خود به مقام نایب قهرمانی جام باشگاه‌های آسیا رسانید.

## دست‌آوردها

### به عنوان سرمربی
- قهرمانی پرو آ (۸ بار): ۲۰۰۶, ۲۰۰۷, ۲۰۰۸, ۲۰۰۹, ۲۰۱۲, ۲۰۱۳, ۲۰۱۴, ۲۰۱۵
- سوپرجام فرانسه (۳ بار): ۲۰۰۷, ۲۰۱۳, ۲۰۱۵
- جام حذفی فرانسه (۳ بار): ۲۰۱۳, ۲۰۱۴, ۲۰۱۵
- سوپر جام اوکراین (۱ بار): ۲۰۲۳
- جام حذفی اوکراین (۱ بار): ۲۰۲۴
- وی لیگ ژاپن (۱ بار): ۲۰۱۸
- سوپر جام ژاپن (۱ بار): ۲۰۱۷
- لیگ قهرمانان زنان اروپا: (۱ بار): ۲۰۰۳
- جام حذفی زنان فرانسه (۱ بار): ۲۰۰۲